# بورید ایتریم
بورید ایتریم (به انگلیسی: Yttrium borides) با فرمول شیمیایی YB۶ یک ترکیب شیمیایی است. که جرم مولی آن ۱۵۳٫۷۷ می‌باشد. شکل ظاهری این ترکیب، پودر سیاه است.